# 三輪善兵衛
三輪 善兵衛（みわ ぜんべえ）は、日本の化粧品販売会社丸見屋、のちにミツワ石鹸となる企業の創業家の三代の名跡である。
1. 初代 三輪善兵衛 ⇒ #初代
2. 二代 三輪善兵衛 ⇒ #二代目
3. 三代 三輪善兵衛 ⇒ #三代目

## 初代
初代三輪 善兵衛（みわ ぜんべえ）は、日本の実業家である。

### 人物・来歴
尾張国名古屋の出身で、1860年（万延元年）、東京市日本橋区橘町（現在の東京都中央区東日本橋）に、化粧品・装身具の問屋「丸見屋」を開業した。石鹸等の上質な輸入品を販売した。

## 二代目
二代目三輪 善兵衛（みわ ぜんべえ、1871年6月28日（明治4年5月11日） - 1939年5月8日）は、日本の実業家である。

### 人物・来歴
1871年（明治4年）、東京市日本橋区橘町（現在の東京都中央区東日本橋）に初代三輪善兵衛の長男・竹次郎（たけじろう）として生まれる。
1884年（明治17年）、わずか13歳になるころに、家業の小間物問屋「丸見屋」を継いだ。1904年（明治37年）、伊東胡蝶園と販売総代理店として提携し、「御園白粉」を販売、化粧品業界へ進出した。1910年（明治43年）、「ミツワ石鹸」を発売した。1911年（明治44年）、「肝油ドロップ」の発売を開始する。1915年（大正4年）、日本初の香料の研究所「ミツワ化学研究所」を発足した。1925年（大正14年）、伊東胡蝶園との総代理店契約を解消した。東京市淀橋区下落合350番地（現在の東京都新宿区下落合3-10）に邸宅を構えた。
1939年（昭和14年）5月8日、死去した。満69歳没。二代目が発売した「ミツワ石鹸」は、現在でも発売される商品となった。

## 三代目
三代目三輪 善兵衛（みわ ぜんべえ、1889年12月19日 - 1980年4月15日）は、日本の実業家である。

### 人物・来歴
1889年（明治22年）、二代三輪善兵衛の長男・善太郎（ぜんたろう）として生まれる。1912年（明治45年）早稲田大学商学部卒業。1939年（昭和14年）5月8日の父・二代目善兵衛の没後、「丸見屋」を継ぐ。1945年（昭和20年）の第二次世界大戦終結後、翌1946年（昭和21年）にミツワ石鹸の製造を再開する。1950年（昭和25年）に丸見屋を株式会社に改組して社長となり、1960年（昭和35年）に会長となる。1963年（昭和38年）、日本ABC協会会長に就任。1965年（昭和40年）、勲四等瑞宝章を受章。
1980年（昭和55年）4月15日、心不全のため死去。90歳没。

## 四代目・三輪善雄
三輪 善雄（みわ よしお、1920年6月8日 ‐ 2000年2月17日）は、日本の実業家である。

### 人物・来歴
1920年（大正9年）6月8日、父・三代目善兵衛の長男として、東京に生まれる。
1942年（昭和17年）東京帝国大学（現東京大学）経済学部を卒業後、1946年（昭和21年）物価庁に入庁したが、1948年（昭和23年）丸見屋に入社する。
1948年（昭和23年）9月3日、28歳のときに、東京商工青年会議所（現、東京青年会議所）の設立メンバーとなり、初代理事長に就任する。1950年（昭和25年）、丸見屋の株式会社への改組により副社長となる。
1955年（昭和30年）、丸見屋の工場にオートメーション設備を導入した。初代からの伝統で宣伝に力を入れ、ミツワ石鹸は、1957年（昭和32年）11月3日 - 1966年（昭和41年）4月23日、TBSテレビで放映されたテレビドラマ『名犬ラッシー』のスポンサーとなる。1960年（昭和35年）、40歳のころに社長に就任した。1964年（昭和39年）、正式社名を石鹸のブランド名から、「ミツワ石鹸株式会社」に変更した。
1975年（昭和50年）、事業継続を断念し、ミツワ石鹸株式会社は倒産した。三代目は55歳であった。
2000年（平成12年）2月17日、死去した。満79歳没。

## 関連事項
- 伊東胡蝶園
- 伊東栄
- 沼津倶楽部

## 註
1. ↑  『明治大正史 第12巻』明治大正史刊行会、1930年、p.65。
2. 1 2 3 4 5  #外部リンク欄、ミツワ石鹸公式サイト内の記事「ミツワ石鹸物語」を記述を参照。
3. 1 2 3  『人事興信録 5版』人事興信所、1918年、み8-9頁。
4. 1 2 3 4 5  コトバンクサイト内の記事「三輪善兵衛」の記述を参照。
5. 1 2 3 4 5 6  『大衆人事録 第26版 東日本編』帝国秘密探偵社、1968年、p.981。
6. 1 2  『化粧品石鹸年鑑 1981年版』日本商業新聞社、1981年、p.141。
7. 1 2 3 4 5 6  コトバンクサイト内の記事「三輪善雄」の記述を参照。